# フリーター、家を買う。
『フリーター、家を買う。』（フリーター、いえをかう。）は、有川浩による日本の小説。日経ネット丸の内officeに2007年7月から12月までWEB連載されたのち、新たに書き下ろしたアフターストーリー「after hours」を収録して、2009年8月25日に幻冬舎より単行本が刊行された。
「新しい一日」と「オフィスと仕事」をテーマとしており、母の病気をきっかけに、自堕落なフリーター生活を送っていた主人公が成長していく様と、その家族の再生が描かれる。作者いわく、依頼から原稿の納入まで2か月足らずで書き上げたという。
2010年10月にフジテレビ系でテレビドラマ化された。

## あらすじ
大学を卒業して就職したものの、会社に馴染めず3か月ほどで会社を辞めてしまった武誠治は、以後再就職も出来ずにだらだらとフリーター生活を送り、その事が原因で父との口論が絶えず、母はそんな誠治をかばい続けて来た。だが、ある日母がうつ病になってしまい、姉からもだらしのない現状や自身が気づかなかった母親の苦悩を容赦なく指摘され、このままではいけないとようやく考え始める。
当面の目標として、まず就職することと100万円を貯めることを決め、誠治は家族のために一念発起し、バイトに就職活動に母の看病にと奔走する。

## 登場人物
武 誠治（たけ せいじ）
主人公。25歳のフリーター。それなりに名の知れた大学の出だが、就職先が自分に合わないとして親に相談なく3か月で仕事を辞めてしまい、以後申し訳程度にバイトと就職活動を続けていた。
母の病をきっかけに一念発起し、甘えていた自分を自覚して徐々に成長していく。
武 寿美子（たけ すみこ）
誠治の母。誠治がまだ幼いうちから近所からのいじめ（嫌がらせ）を受けており、それを家族に感じさせないようにしていた。しかし唯一の理解者であった長女が結婚して家を出たこともあり、ストレスに苛まれうつ病になってしまう。誠治に対しては甘すぎる面がある。
武 誠一（たけ せいいち）
誠治の父。会社では「経理の鬼」と言われて一目置かれている。しかし、誠治の祖父（誠一の父）から「酒で身を滅ぼす」と言われるほど酒癖が悪く、引っ越し直後の町内の親睦会で酔っ払い、さらに余計な事を言ってしまった事が、近所からのいじめの一因となっている。
非常に頑固な性格で、寿美子の病気に関しても最初は「心が弱いから」と認めず、娘からの忠告も突っぱねてしまうが徐々に理解を示し、険悪な関係だった誠治の就職などの相談に乗るようになる。
永田 亜矢子（ながた あやこ）
3年前に名古屋の開業医の長男に嫁いだ誠治の姉。誠治をして一度も逆らえたことがないばかりか、父にも立ち向かうことがある勝気な性格。子どもの頃から聡く、寿美子が近所からいじめられていることに家族の中で唯一気付いており、寿美子の最大の理解者。寿美子の病気に理解を示さない誠一と、自堕落な生活をしている誠治を容赦なく叱責する。自身の境遇について多くは語らないが、日々かなりの修羅場をくぐっていることを示唆されている。
大悦 貞夫（おおえつ さだお）
誠治のバイト先である大悦土木株式会社の社長。ただし社長と呼ばれるのを嫌うため、社員からは作業長と呼ばれている。厳つい風貌ながら「こんな上司の下で働きたい」と誠治に思わせる人柄で、社員からも慕われている。
現場でバイトをしていた誠治に目を留め、正社員に抜擢する。
千葉 真奈美（ちば まなみ）
誠治の後輩にあたる大悦土木株式会社の新入社員。東京工業大学の土木工学科を卒業しており、卒業後も有名企業に勤めていたが、亡き父と同じ仕事をしたいという思いから現場監督を志望して入社する。入社直後のある出来事がきっかけで、誠治に好意を持つようになる。
豊川 哲平（とよかわ てっぺい）
誠治の後輩にあたる大悦土木株式会社の新入社員。大学を卒業後しばらくはバンド活動をしてメジャーデビューを目指していたが、夢破れてフリーター生活を経た後、大悦へ面接を受けに来る。
愛嬌のある性格で、大悦に「ある意味大物」、誠治に「俺にはない才能」と言わしめる。千葉に鍛えられて以来、彼女を「姐さん」と呼んでおり、頭が上がらない。

## 書籍情報
- 単行本：幻冬舎、2009年8月25日、ISBN 978-4344017221
- 文庫本：幻冬舎文庫、2012年8月2日、ISBN 978-4344418974

## テレビドラマ
2010年10月19日から12月21日まで毎週火曜日21時 - 21時54分に、フジテレビ系火曜9時枠にて放送された。主演は二宮和也。初回は15分、最終回は20分拡大放送。
2010年の民放の連続ドラマにおいて、平均視聴率はシリーズ物を除いた作品としては最高となり、最終回視聴率はトップである。2011年1月2日・3日に5話ずつに分けてフジテレビほかで再放送。同年9月には、関東ローカルで毎週土曜日に再放送された。それ以降もフジテレビ系列局でよく再放送される。
2011年10月4日に、原作にはないオリジナル脚本でスペシャルドラマが放送された（第66回文化庁芸術祭参加）。

### 登場人物

#### 主要人物
武 誠治〈25〉
演 - 二宮和也（幼少期：鈴木福）
フリーター。昭和60年4月24日生まれ（第一話の履歴書より）。三流大学（結城大学）の工学部を卒業後、そこそこの中堅企業「四葉電子」に勤めていたが、会社に馴染めなかった上に部長とも意見が合わず3か月で退社。その後、何社も面接を受けるが失敗ばかり。バイトも要領の悪さから長続きせずに転々としていた。しかし、母・寿美子のうつ病が明らかになると、とにかく時給の高い仕事を、とたまたま目に付いた大悦土木のアルバイトに飛び付く。父・誠一とはよく口論をする故に口は立つ方だが、痛いところを突かれると黙り込んで言い返せなくなる癖がある（6話でこのことを誠一から指摘された）。始めた当初はラジオ体操や作業時の安全チェックも面倒だと思って真面目にせず、就職活動のこともあり同僚とも必要以上に関わろうとしなかった。挙句の果てには千葉に「結局は生活のため嫌々やっている。就職のための繋ぎでしかない。」などと語っていた。しかし、日々の肉体労働や仕事仲間との関係を通して、仕事のやりがいや「働いて金を稼ぐこと」の意味を理解し、自分の弱さや甘さを認め、成長していく。そして母を守るため「家を買う。」という目標を立て、険悪だった父親からの助言を活かして就職活動だけでなく、土木のアルバイトや仲間の救出にも一生懸命取り組むようになる。今の家が母親の鬱病の原因になっていることから、100万貯めて引っ越すことを計画するが、貯めた矢先に母親が悪質商法に引っかかり、そのお金がなくなってしまう。その後誠一の提案で2世代ローンを組み、引っ越しを果たす。
根気のない理由で会社を辞めた自分を正当化したり、簡単に転職や就職ができると思うなど斜に構えた態度や考えで社会を舐めていたり、愛想が悪く、他人に対する態度もそっけない、合理的で理屈っぽく、はっきりしない、いわゆるイマドキの青年だが、本来は家族や仲間想いの優しい性格であり様々な体験や経験から、こちらの感情や考えのほうが強く出るようになった。
千葉 真奈美〈25〉
演 - 香里奈
ヒロイン。ゼネコン、喜嶋建設土木部門の技術者。自分で橋を設計するのが夢で、現場を知る設計士になりたいと思い、現場監督を希望する。責任感が強く真面目。入社1年目に起きた現場での事故に責任を感じ、土木の仕事ができなくなった五十嵐の元を何度も訪れていた。設計部の山賀に対し好意を抱いていたが、山賀は妻子がおり、それが理由で設計部への異動を一度は断る。しかし気持ちの整理をつけるために告白し、フラれる。その後設計部に移り、山賀の下で働くことを選んだ。喧嘩しつつも、何でも言い合える誠治にしだいに思いを寄せるようになる。
最終回では、自分の夢を追い和歌山に行くことになる。父親の夢を追いかけて土木の道を志すが、父の死後、母親が再婚してからは距離を置いている。
明るくはきはきしたしっかり者だが、仕事のことや恋愛関係で第三者から口を出されて感情を激高させることも。
永田 亜矢子〈30〉
演 - 井川遥
誠治の姉。姑と息子の問題に頭を抱えている。本来の性格は、父・誠一に対しても自分が正しいと思ったことはズバズバ言えるしっかりした性格であるが、永田家に嫁いでからは、姑の目もあり医者の妻という立場で振舞うようになり、中々思うように自分の気持ちを言えないでいる。同じく姑からは「智也を医者にさせるのがあなたの仕事」と普段から言われているが、医者の息子だから医者を目指させるのが本当に智也のためになるのか疑問に思っている。また、姑から智也を医者にするよう発破をかけられている一方、勉強する気のない智也に手を焼いている。寿美子がうつ病になったことをきっかけに時々実家に帰って、誠治と共に問題を解決しようとするが、その行動がさらに姑の心証を悪くする。しかしドラマ終盤では鬱病に理解のない姑に「鬱病に偏見を持っているお義母さんは医者の家の人間失格」「智也に医者になるよう丸め込んだ」「そんな家族でも私には大事な家族」等とはっきり言い切る姿も見られ、最終的には和解する。誠治とも仲が良く、度々実家や電話で近況を報告する。埼玉県在住だが武家には自分で運転してくる。
武 誠一〈55〉
演 - 竹中直人
誠治の父。智也の母方の祖父。2流商社（中堅企業）の経理部部長。今まで無遅刻無欠勤で会社へ行き、家族を会社の借り上げ住宅に月5万で住ませていることにこだわっている。真面目でプライドが高く、不器用な性格。誠治に対してはつい高圧的で頭ごなしな物言いをしてしまい、普通に会話していても気付いたら口論になってしまうことが多い。うつ病を理解しようとせず、妻の病を受け入れられない。しかし徐々に寿美子の薬のチェックや通院の付き添い、誠治の就職活動の相談相手をするなど、家族に協力的になる。実は歓迎会のとき、酔いが回って家賃5万の家に住んでいることを喋ってしまったことが寿美子に対する近所イジメの要因。原作とは違い、仕事が出来る描写がなく、パソコンが使えないため、職場では部下が作成した書類に印を押しているだけ。そのため、部下には見下されているなど、この点も、周りから一目置かれていた原作と正反対である。寿美子とは会社の社員と受付嬢の関係で知り合ったが、寿美子の親には反対されたまま駆け落ち状態で来た。そのため未だ寿美子側の親戚との交流はない。
武 寿美子〈50〉
演 - 浅野温子
誠治の母。智也の母方の祖母。誠治が就職したばかりの会社を辞めて、バイトを転々として再就職が決まらないことを誠一に「お前が甘やかすからこうなった」などと責められたことがきっかけで様子がおかしくなってしまい、うつ病と診断される。実は10年以上も隣人の幸子からいじめを受けており、そのことを家族の誰にも悟られまいと一人で抱え込んでいた。「自分がいないと誰も家事ができないから」と入院を頑なに拒み、自宅での治療を選ぶが、「薬を飲んだか分からなくなった」と誠治のケータイに連絡してきたり、誠一の不注意により抗うつ剤を飲んだ後にアルコールを飲んでしまい、錯乱して自殺未遂を起こしてしまうなどなかなか症状が良くならない。苦しいながらも家族のためになんとか日常的な家事をやる努力をする。寿美子は誠一と同じ会社の受付嬢だったが、親に反対され母親の作ったレシピだけ持って駆け落ち状態で出て来た。ドラマ後半ではコーラスに通う姿も見られる。イジメの主犯格が隣の西本であることに気付いており、外で会うと怯える。

#### 永田家
永田 文也
演 - 七海智哉
亜矢子の夫。開業医という命を扱う仕事がら、いつも忙しくしており家庭や智也のことは亜矢子に任せている。嫁姑の問題も亜矢子から話されることがほとんどないため、自身もその話題にはあえて触れない。
永田 智也
演 - 橋本智哉
亜矢子と文也の息子。誠治の甥。まだ小学校低学年で授業参観の時に『将来の夢』を書いた作文で「正義のヒーローになる」と微笑ましい発表をした。しかし、これを快く思っていない則子により医者になるよう丸め込まれそうになる。勉強は嫌いで長時間机に向かえないが、利発で誰かが意図的に武家にラーメンを大量に注文した時も「誰かがいたずらしたのかな」と呟く。人懐っこく、武家のメンバーにも懐く。
永田 則子〈65〉
演 - 鷲尾真知子
亜矢子の姑。智也の父方の祖母。エリート意識が強く、口うるさい。自身が文也を小さい頃から医者になるように導いたように亜矢子にも医者の妻として、孫の智也にも医者を目指すように仕向けさせようとする。しかし、いまいち「医者の妻、院長夫人」の立場が分かっていない亜矢子に不満を持ち嫁姑の関係が悪化する。また、鬱病の母親やフリーターの息子がいる武家のことを良く思っていない。亜矢子のことを、本来自分の家に嫁に来る分際ではなく、妊娠を武器に結婚を迫ったと思っている。

#### 西本家
西本 幸子〈60〉
演 - 坂口良子
武家の隣人。詮索好きで、ことあるごとに余所の家庭の事情を聴きだそうとする。武家に対し、ペットボトルのみのゴミ袋にビンを紛れ込ませて玄関先に戻す、町内会費を払っていないと嘘の噂を広める、知らせるべきことをわざと知らせない、などの嫌がらせを10年以上も行なっていた。しかし、寿美子以外にはにこやかに接しており、誰も気付くことができなかった。実は息子との関係に悩んでおり、自分とは逆で幸せそうな寿美子に嫉妬していた。
西本 和彦〈28〉
演 - 横尾渉（Kis-My-Ft2、当時ジャニーズJr.）
弁護士。「あなたのため」と言いつつ自分を自分の理想通りに育てた母親を嫌っている。社会人となった今では母を「何もない人間」や「暇人」などと呼んで完全に軽蔑しており、実家にはあまり寄り付かず、いつも荷物だけ取りに帰る。大悦土木のあかりと合コンで知り合って、付き合うような素振りを見せて一夜を共にしたが、そのまま連絡を取らず彼女を捨てて傷つけた。弁護士だが振込詐欺や悪質商法に引っかかる高齢者を見下している。

#### 大悦土木
大悦 貞夫〈50〉
演 - 大友康平
大悦土木社長。息子と娘がいる。社長と呼ばれるのが嫌いなため、社員には職長と呼ばれている。仕事に遅れて来た者にはその日仕事をさせずに帰したり、開始時のラジオ体操もマジメにやらないと怒るなど、仕事には厳しい面も見せる。しかし、それも命を落とす恐れのある危険な仕事のため、作業員たちを預かる身としての役目からである。
誠治の事を当初は「金をてっとり早く稼ぎたいだけのフリーター」で体力も腕力などもあまりないため、すぐ辞めるかもしれないと思っていた。しかし、家庭の事や将来の事を真面目に考え始めた誠治に信頼を置くようになり、父親との関係で悩む誠治に対しても真剣に話を聞き、良き相談相手となり、誠治に正社員の話を持ちかけたり、誠一の相談相手になった。
豊川 哲平〈25〉
演 - 丸山隆平（関ジャニ∞）
作業員・アルバイト。明るい性格で人に対して壁を作らないタイプ。あかりにアタックするも相手にされていないが、めげずに好意を伝え続ける。
工事現場で事故に遭い、大けがを負って入院する。退院しても復帰できるかどうか、自分の将来を悲観し塞ぎ込むが、あかりに励まされながらリハビリに取り組むようになる。退院後は弁当屋でバイトを始め、そのまま社員に昇格した。
塚本 学〈53〉
演 - 山本龍二
作業員。通称「ツカさん」。強面で一見とっつきにくい感じではあるが仕事に対してマジメで年上の作業員として支えている。肝心なことを直前にならないといわないと嫁にいわれている。
真田 勝也〈45〉
演 - 嶋大輔
作業員。妻が妊婦で、第5話で一時危険な状態になるが、無事5人目の子を出産。生後間もないわが子の表情を撮った写真をみんなに見せるが、細かな違いはあるものの真田にしか分からない。
星野 あかり〈21〉
演 - 岡本玲
事務員。哲平から好意を寄せられていて、アタックされるも断っている。早くハイスペックな男性と結婚し、安定した将来を手に入れたいと思っている。合コンに参加したり、千葉にゼネコン社員を紹介するようせがむ。大悦土木の社員は危険と隣り合わせでいつ働けなくなるか分からないことや土木作業員という職業に偏見があるため相手にしていない。「早くこの生活から抜け出したい」が口癖で、始めは同僚との飲み会にも参加しなかった。しかし合コンで知り合った弁護士、和彦に捨てられたことで目が覚める。哲平の入院後は度々病院を訪ね、叱咤激励し、最終的に付き合う。
思ったことをすぐ口に出してしまうため、全く悪気なく言った一言（主に恋愛関係）で千葉を怒らせてしまうこともある。
手島 信二〈20〉
演 - 井上正大
作業員・季節契約社員。真面目な性格。高校を中退し、静岡から東京に出稼ぎに来た。手島が取ろうとしている建設関係の資格を取るのに大卒かそうでないかによって数年の実務が要求されるなど処遇に差がある。そのため当初、大卒でしかも就職したのにすぐ辞めてしまった誠治に敵意のようなものを持っていたが、次第に打ち解けていく。かなり空気が読める高いコミュニケーション能力を持ち、本来デリカシーがないと思われる事を聞いても怒られず、むしろ答えてもらった。

#### 喜嶋建設
山賀 亮介〈36〉
演 - 眞島秀和
喜嶋建設社員。千葉の上司。既婚者であることを知った上で千葉から好意を寄せられた。千葉のことを「真奈美」と呼んでいるため、周囲から妙な噂が立つことも。

#### その他
北山 雅彦〈33〉
演 - 児嶋一哉（アンジャッシュ）
ハローワーク職員。婚活中で、これまでに24回連続でお見合いに失敗している。最後の就職相談の時に連絡先を誠治に手渡す。「申し込むだけなら誰でも出来ますからね」という等、口が悪くて屈折しているが本当は友達が欲しい寂しい性格。
岡野 忠志〈40〉
演 - 田中壮太郎
精神科おかのクリニックの医師。夜分にも真摯に対応する。
島田 彰子〈20〉
演 - 玄里
専門学校生。公認会計士の資格取得を目指している。誠一と親しくしているところを誠治に目撃された。誠一に金銭的援助をしてもらっている。

#### ゲスト

##### 連続ドラマ
第1話
新人研修の指導員
演 - 竹下宏太郎
新人研修の際、社会の不条理を教える為に、敢えて奇行をするように命令した。
矢沢
演 - 内野謙太
川口
演 - 和田正人
誠治の元同僚。誠治と同じく、会社に不満をもっている。誠治と違い、今でも勤務しているが、立場の悪さにウンザリしていることから、誠治を羨ましがっていた。
四葉電子の部長
演 - 半海一晃
コンビニの店長
演 - 津村知与支
豊中 ミチル
演 - 高部あい
誠治の元彼女。
面接官
演 - 桜井聖
量販店「KUROGANEYA」の店長
演 - 矢柴俊博

第2話
川口西小学校の児童の母親
演 - 阿南敦子、渡辺道子、笠木泉
亜矢子の服やバッグをチェックしていて、医院長夫人だけどお高く止まっていないと嫌味を言ったり、さりげなく診察の順番を速めるよう無理難題をいう。
永田医院の事務スタッフ
演 - 藻田留理子、関根洋子

第4話
五十嵐
演 - でんでん（第8話）
2年前に真奈美の指示を無視して事故に遭い、土木の仕事ができなくなった。それが原因で家族とも別れたが、妻が探してきた仕事に再就職することが決まった。

第6話
相沢
演 - ムロツヨシ（ - 第9話）
訪問販売員。和彦とうまくいっていない幸子に言葉巧みに印鑑や表札を売りつけ、騙されていたことに気づいた幸子に言われるまま、寿美子にも印鑑などを売りつける。

第7話
豊川 蓉子
演 - 松浦佐知子
哲平の母。
豊川 一平
演 - 吉見純麿
哲平の父。
神奈川医療センターの医師
演 - 若杉宏二
西本和彦に相談していた女性
演 - 小貫加恵
最終話
木田
演 - 小木茂光
ナミキ医療技研の人事担当者。
平田
演 - 相葉雅紀（嵐）（友情出演）
真奈美の後任として大悦土木にきた喜嶋建設の現場監督。
バスターミナルの案内係
演 - 神尾佑

##### スペシャル
千葉 小百合
演 - 風吹ジュン
真奈美の母。
浅岡 久志
演 - 国広富之
寿美子の兄。誠治の母方の伯父。
浅岡 和義
演 - 石橋蓮司
寿美子の父。誠治の母方の祖父。
浅岡 頼子
演 - 赤座美代子
寿美子の母。誠治の母方の祖母。
星野 勇
演 - 小杉幸彦
あかりの父。
星野 蓉子
演 - 比企理恵
あかりの母。
平田
演 - 相葉雅紀（嵐）（宣伝出演）
「1か月後営業先での出来事」で喜嶋建設を辞め、現場で働いてる人として出演。

### スタッフ
- 原作 - 有川浩「フリーター、家を買う。」（幻冬舎刊）
- 編成企画 - 瀧山麻土香（フジテレビ）、水野綾子（フジテレビ）
- プロデューサー - 橋本芙美（共同テレビ）
- 脚本 - 橋部敦子
- 演出 - 河野圭太、城宝秀則
- 音楽 - 髙見優
- 主題歌 - 嵐「果てない空」（ジェイ・ストーム）
- 挿入歌 - 西野カナ「君って」（SME Records）
- 技術プロデューサー - 長谷川美和
- TD - 山岸桂一
- 撮影 - 伊藤清一、牧野辰吾
- スタジオカメラ - 磯貝喜作、平田修久、金田智幸
- 映像 - 吉川博文
- 録画 - 岡本卓
- 照明 - 阿部慶治、成田卓嗣、大須田純子、荒井徹夫、浅田和男、三宅洋
- 音声 - 竹中泰、菅野佑介
- 音楽プロデューサー - 志田博英
- 音響効果 - 本郷俊介
- 編集 - 新井孝夫（アムレック）、安田多希
- ライン編集 - 伊藤裕之、鈴木のぞみ
- MA - 市村聡雄
- 技術デスク - 石久香織
- 美術プロデューサー - 杉川廣明
- デザイン - 柳川和央
- 美術進行 - 竹田政弘
- 大道具製作 - 内海靖之
- 大道具操作 - 谷古宇稔
- 装飾 - 駒津誠二、堀口浩明、石原多美子
- 持道具 - 片山彩
- 衣裳 - 伊藤栄子、南啓太
- スタイリスト - 野村昌司、原田幸枝
- ヘアメイク - 西村真理子、小出みさ、鈴木麻水美、久野友子、澤入礼江
- アクリル装飾 - 中村哲治、渕美香
- 建具 - 三田村賢
- 電飾 - 中園誠四郎
- 植木装飾 - 後藤健
- フードコーディネーター - 住川啓子
- 広報 - 島谷真理
- 広告宣伝 - 平井隆
- ホームページ - 須之内達也
- スチール - 川澄雅一
- CGタイトル - 鈴木鉄平、三塚篤
- リサーチ - 喜多あおい
- 車輌 - ファン、コマツサポートサービス
- スケジュール
- 演出補 - 八十島美也子、宮脇亮、下向英輝、石井梨枝、中村亮太
- 制作担当 - 持田一政
- 制作主任 - 豊島さおり、鈴木哲
- 制作進行 - 皆川なぎさ、佐々木豪
- 記録 - 津嶋由起江
- プロデューサー補 - 廣岡美代、上久保友貴
- 撮影協力 - 
  - 中日本高速道路株式会社、フィルムコミッション富士、日本道路株式会社、三井住建道路株式会社、三井住建道路（株）特定建設工事共同企業体
  - 大成建設株式会社、川崎市、川崎市産業振興財団、株式会社本間組、西武造園株式会社、大和市立西鶴間小学校、川瀬医院、保谷ハイツ
  - ミニミニ神奈川、大和市、株式会社エイチエイケイ、三宝食堂、文化学院、洋服の青山 五反田東口店、ホームセンターくろがねや、パシフィックハウス
  - TMI bldg、毎日新聞社、Humming、あゆみBOOKS 五反田店、毎日ビルディング、常盤工業（株）特定建設工事共同企業体、横浜信用金庫、たつみ
  - 前田道路、Sign、シアトルズベストコーヒー、日本経済新聞社、ラ・ピアンタ、DEN、CASIO、ダイソー、横浜市立脳血管医療センター、焼鶏あきら中目黒
  - gooz、Vin sur Vin、花里、グリーンプラザ新宿、Atelier SHUN、Sweets Paradise、パセラ横浜ハマボール イアス店、アパマンショップ たまプラーザ店
  - 株式会社シティークリエイト、Regus、FUNGO、牛久フィルムコミッション、牛久愛和総合病院、快活CLUB 横浜北山田店、保谷ハイツ、川崎市幸区役所
  - 神奈川県川崎競馬組合、ソリッドスクエア、三野村株式会社、駒繋神社、芝浦工業大学、小山八幡神社、東京湾岸リハビリテーション病院
  - 大健商事株式会社
- 美術協力 -
  - 武藤工業株式会社、白山眼鏡店、CASIO、円谷プロダクション、任天堂株式会社、株式会社コマデン、株式会社日刊建設通信新聞社
  - ニチベイ、HITACHI、エステール、NOJESS、Let's note、DAKS、SAAD
- 音楽協力 - フジパシフィック音楽出版
- 協力 - フジアール、バスク、緑山スタジオシティ、恵積興業
- 音源提供 - JOYSOUND×UGA
- 資料提供 - BLEACH / 久保帯人
- 医事監修 - 西脇俊二（日本精神神経学会専門医・指導医）
- 土木監修・指導 - 平岡成明（株式会社建設施工学アカデミー）
- 看護監修 - 石崎理恵、渡邉絵美
- 制作 - フジテレビ
- 制作著作 - 共同テレビ

### 放送日程

#### 連続ドラマ（2010年）
| 各話                                                       | 放送日         | サブタイトル                   | 演出     | 視聴率 |
| ---------------------------------------------------------- | -------------- | ------------------------------ | -------- | ------ |
| 第1話                                                      | 2010年10月19日 | 明るかった母さんが壊れた…!     | 河野圭太 | 17.6%  |
| 第2話                                                      | 2010年10月26日 | どうせオレは恥ずかしい息子だよ | 河野圭太 | 16.8%  |
| 第3話                                                      | 2010年11月02日 | あんなオヤジでもヒーローだった | 城宝秀則 | 17.7%  |
| 第4話                                                      | 2010年11月09日 | お袋の、面倒みるのもう無理だ…  | 河野圭太 | 17.4%  |
| 第5話                                                      | 2010年11月16日 | 生きてる世界が違うって何だよ…  | 城宝秀則 | 16.7%  |
| 第6話                                                      | 2010年11月23日 | 母さんを悲しませることすんなよ | 河野圭太 | 15.4%  |
| 第7話                                                      | 2010年11月30日 | 怖さとつきあって、みな生きてる | 城宝秀則 | 14.7%  |
| 第8話                                                      | 2010年12月07日 | おまえに親父さんの何がわかる?  | 河野圭太 | 16.4%  |
| 第9話                                                      | 2010年12月14日 | 再スタート、するはずだったのに | 城宝秀則 | 18.6%  |
| 最終話                                                     | 2010年12月21日 | 母さんが、笑った               | 河野圭太 | 19.2%  |
| 平均視聴率 17.1%（視聴率は関東地区・ビデオリサーチ社調べ） |                |                                |          |        |

#### スペシャル（2011年）
| 放送日        | サブタイトル | 演出     | 視聴率 |
| ------------- | --- | -------- | ------ |
| 2011年10月4日 | 再スタートから1年 家を買ったフリーターの次なる問題は結婚!? 両親の結婚の秘密を知り誠治は? 新しい家族を作るって何だろう | 河野圭太 | 14.3%  |

### 受賞歴
- ドラマAWARD2010秋（オリコン・エンタテインメント）
  - 作品賞
  - 好きな俳優賞（二宮和也）
  - 好きな主題歌賞（嵐）
- 第67回ザテレビジョンドラマアカデミー賞
  - 最優秀作品賞
  - 主演男優賞（二宮和也）
  - ドラマソング賞（嵐）
- 2010年12月度ギャラクシー賞
  - 月間賞
- 第48回（2010年度）ギャラクシー賞
  - マイベストTV賞グランプリ
- 東京ドラマアウォード2011
  - 連続ドラマ部門グランプリ[9]
  - 主演男優賞（二宮和也）
  - プロデュース賞（橋本芙美）
- 第28回 ATP賞テレビグランプリ2011
  - グランプリ
  - 〔ドラマ部門〕最優秀賞
- 2011年日本民間放送連盟賞優秀賞（第1回放送分）[10]

### 遅れネット局
- RAB青森放送 毎週土曜12時 - 12時54分（2011年1月15日 - 3月19日）[注 1]

### 関連商品

#### オリジナル・サウンドトラック
サウンドトラックCDとしてリリースされている。「果てない空（piano ver.）」以外の曲は髙見優が作曲。全ての曲は高見優が編曲。
収録曲
1. 「フリーター、家を買う。」メインテーマ（6分59秒）
2. 家族の絆（5分4秒）
3. 誠治の悩み（3分21秒）
4. 大悦土木の人々（2分37秒）
5. フリーター、道をつくる（2分28秒）
6. そこそこの人生（3分37秒）
7. 篩い落とされる日々（3分10秒）
8. 寿美子に潜む闇（2分2秒）
9. 隣人（2分24秒）
10. 目標、家を買う。（3分49秒）
11. 母の愛（3分34秒）
12. 真奈美の架ける橋（3分3秒）
13. 焦燥に駆られて（3分1秒）
14. 揺れる躰（3分43秒）
15. 笑顔に包まれて（2分4秒）
16. 気ままなその日暮らし（2分53秒）
17. フリーター、母を想う。（3分52秒）
18. 消えた母（2分42秒）
19. 鬱の重圧（2分39秒）
20. 雨に打たれて…（3分36秒）
21. ハンドクリーム（3分41秒）
22. フリーター、再スタート。（4分27秒）
23. 果てない空（piano ver.）（3分6秒）（作曲：QQ）

#### DVD & Blu-ray
- DVD-BOXが2011年3月16日に、スペシャル版のBlu-rayとDVD、連続ドラマ版のBlu-ray BOXが2012年4月4日にポニーキャニオンより発売された[11]。

| フジテレビ 火曜9時枠の連続ドラマ                        | フジテレビ 火曜9時枠の連続ドラマ                     | フジテレビ 火曜9時枠の連続ドラマ                    |
| 前番組                                                  | 番組名                                               | 次番組                                              |
| ------------------------------------------------------- | ---------------------------------------------------- | --------------------------------------------------- |
| ジョーカー 許されざる捜査官 （2010年7月13日 - 9月14日） | フリーター、家を買う。 （2010年10月19日 - 12月21日） | CONTROL〜犯罪心理捜査〜 （2011年1月11日 - 3月22日） |